# Goulou
Goulou (kinesiska: 岣嵝, 岣嵝乡) är en socken i Kina. Den ligger i provinsen Hunan, i den södra delen av landet, omkring 130 kilometer söder om provinshuvudstaden Changsha. Antalet invånare är 21154. Befolkningen består av 10 013 kvinnor och 11 141 män. Barn under 15 år utgör 20,0 %, vuxna 15-64 år 71 %, och äldre över 65 år 8,0 %.
Genomsnittlig årsnederbörd är 1 770 millimeter. Den regnigaste månaden är maj, med i genomsnitt 314 mm nederbörd, och den torraste är oktober, med 35 mm nederbörd.